# Turnera velutina
Turnera velutina är en passionsblomsväxtart som beskrevs av George Bentham. Turnera velutina ingår i släktet Turnera och familjen passionsblomsväxter. Inga underarter finns listade i Catalogue of Life.